# Ruth Williams Khama
Ruth Williams Khama, Phu nhân Khama (9 tháng 12 năm 1923 – 22 tháng 5 năm 2002) là phu nhân của tổng thống đầu tiên của Botswana – Tổng thống Seretse Khama, thủ lĩnh tối cao của bộ tộc Bamangwato. Bà là Đệ nhất Phu nhân Botswana từ năm 1966 đến năm 1980.

## Thiếu thời
Phu nhân Khama có tên khai sinh là Ruth Williams. Bà được sinh ra ở Meadowcourt Road, Blackheath ở phía nam Luân Đôn. Bà là con gái của George và Dorothy Williams. Cha bà đã từng là một đại úy của Quân đội Anh ở Ấn Độ, và sau đó làm việc trong ngành thương mại trà. Bà có một người chị thân thiết, Muriel Williams-Sanderson.
Bà được đào tạo tại Trường Ngữ pháp Eltham Hill và sau đó là một tài xế xe cứu thương WAAF tại nhiều sân bay ở miền Nam nước Anh trong Thế chiến thứ hai. Sau chiến tranh, bà làm thư ký cho Cuthbert Heath, một công ty bảo lãnh tại Lloyd's of London.

## Hôn nhân
Vào tháng 6 năm 1947, tại một buổi khiêu vũ tại Nutford House do Hội Truyền giáo London tổ chức, chị gái của bà đã giới thiệu bà với Hoàng tử Seretse Khama. Ông là con trai của vị thủ lĩnh tối cao Sekgoma II của người Bamangwato, và đang theo học luật tại Inner Temple ở London sau một năm tại trường Cao đẳng Balliol,Oxford. Cả hai đều là fan của nhạc jazz, đặc biệt là The Ink Spots, và nhanh chóng yêu nhau. Kế hoạch của họ để kết hôn gây ra tranh cãi cả với những người lớn tuổi bộ lạc ở Bechuanaland và chính phủ Nam Phi, gần đây đã thiết lập hệ thống phân biệt chủng tộc được gọi là Apartheid.
Chính phủ Anh đã can thiệp vào một nỗ lực để chấm dứt hôn nhân. Đức Giám mục London, William Wand, cho biết ông sẽ cho phép một đám cưới nhà thờ chỉ khi chính phủ đồng ý.Hai vợ chồng kết hôn tại văn phòng đăng ký Kensington vào tháng 9 năm 1948.Daniel Malan, Thủ tướng Nam Phi, mô tả cuộc hôn nhân của họ là "kinh tởm ". Julius Nyerere, sau đó là một giáo viên sinh viên và sau đó là Tổng thống Tanzania, nói rằng đó là "một trong những câu chuyện tình yêu vĩ đại nhất của thế giới".
Cặp đôi này trở về Bechuanaland, sau đó là một người bảo hộ người Anh, nơi mà chú của Seretse, Tshekedi Khama đã hối hận. Sau khi nhận được sự hỗ trợ phổ biến ở Bechuanaland, Seretse được gọi tới London vào năm 1950 để thảo luận với các quan chức Anh. Ông đã bị ngăn trở về nhà và bảo ông phải sống lưu vong. Ruth tham gia với ông ở Anh và cặp vợ chồng đã sống như những người lưu vong từ năm 1951, sống ở Croydon.
Phổ biến hỗ trợ và phản đối tiếp tục trong Bechuanaland. Cặp đôi này được phép quay trở lại vào năm 1956 sau khi người Bamangwato gửi điện tín đến Nữ hoàng Elizabeth II. Seretse từ bỏ ngai vàng bộ tộc của mình, và trở thành một nông dân gia súc ở Serowe.
Seretse thành lập Đảng Dân chủ Bechuanaland và thắng cuộc tổng tuyển cử năm 1965. Là thủ tướng của Bechuanaland, ông đã thúc đẩy độc lập, được phép vào năm 1966. Seretse Khama trở thành tổng thống đầu tiên của Botswana độc lập, và ông trở thành một Tư lệnh Hiệp sĩ của Sắc lệnh xuất sắc nhất của Đế quốc Anh. Bà Khama là một phụ nữ đầu tiên có ảnh hưởng và chính trị trong bốn nhiệm kỳ liên tiếp của chồng bà với cương vị tổng thống từ năm 1966 đến 1980.

## Gia đình
Khama và chồng bà có bốn người con. Người con đầu tiên của họ, Jacqueline được sinh ra ở Bechuanaland vào năm 1950, ngay sau khi Seretse bị lưu đày. Con trai đầu tiên của họ là Ian Khama sinh năm 1953 tại Anh, và cặp song sinh Anthony và Tshekedi sinh tại Bechuanaland vào năm 1958 (Anthony được đặt tên theo Tony Benn, sau đó được gọi là Anthony Wedgwood Benn, người ủng hộ sự trở về của họ từ những năm 1950 ). Bà vẫn ở Botswana sau cái chết của chồng bà trong văn phòng năm 1980, được công nhận là "Mohumagadi Mma Kgosi".
Hai trong số các con trai của họ, Ian và Tshekedi, đã trở thành các chính trị gia nổi tiếng ở Botswana. Ian Khama được bầu làm Tổng thống Botswana trong năm 2008.

## Qua đời
Phu nhân Khama đã qua đời vì ung thư ở Gaborone ở tuổi của 78. Bà được chôn cất cạnh bên chồng ở Botswana.

## Trong nền văn hóa phổ biến
Một bộ phim, A Marriage of Inconvenience, dựa trên cuốn sách Michael Dutfield cùng tên, đã được thực hiện vào năm 1990 về Khamas. Một cuốn sách, Color Bar, đã được xuất bản về mối quan hệ và cuộc đấu tranh của Khamas. Ngoài ra, người ta cũng cho rằng kinh nghiệm của Khamas, cũng như trường hợp điển hình của những năm 1950 ra mắt cuộc hôn nhân của Peggy Cripps với người chống thực dân châu Âu Nana Joe Appiah, ảnh hưởng đến việc viết bộ phim nổi tiếng đoạt giải Oscar, Đoan xem ai sẽ đến dùng bữa tối.
Lady Khama được miêu tả bởi Rosamund Pike trong bộ phim năm 2016 của A United Kingdom do đạo diễn Amma Asante đạo diễn.

## Bên ngoài đường dẫn
- Williams, Susan. 2006. Color Bar. Allen Lane. ISBN 0-7139-9811-3
- Dutfield, Michael. Năm 1990. A Marriage of Inconvenience, The Persecution of Ruth and Seretse Khama. Routledge. Routledge. ISBN 0-04-440495-6
- A Marriage of Inconvenience trên Internet Movie Database